# マック・フォスター
マック・フォスター（Mac Foster、1942年6月27日 - 2010年7月19日）は、アメリカ合衆国の元プロボクサー。アレクサンドリア出身。1960年～1970年のヘビー級で活躍した強豪。強烈な左フックで“ビッグマック・ザ・ナイフ”の愛称で知られた。

## 来歴
ベトナム戦争に従軍した後、1968年11月28日、26歳でプロデビュー。デビューから3年半の間に24戦24勝（24KO）という驚異的な戦績を残す。
1970年6月17日、強豪ジェリー・クォーリーに6回にノックアウトされ、初敗北を経験した。
1972年4月1日、東京・日本武道館でモハメド・アリとノンタイトル戦で闘い、15回まで戦い抜いたが大差の判定負けを喫した。
1976年2月26日、4連敗目で敗れた試合を最後に引退した。生涯戦績は36戦30勝（30KO）6敗、勝ちはすべてKOによるものだった。
引退してからは、地元フレズノで後進を指導し、ボランティア活動にも熱心だったという。2010年7月19日、夫人と9人の子供を残して、68歳でこの世を去った。